# The Marshall Mathers LP 2
The Marshall Mathers LP 2 ist das achte Soloalbum des US-amerikanischen Rappers Eminem. Es erschien am 5. November 2013 über die Labels Shady Records, Aftermath Entertainment und Interscope Records. Der Name ist eine Fortsetzung seines dritten Studioalbums The Marshall Mathers LP.

## Vorgeschichte und Entstehung
Am 24. Mai 2012 gab Eminem erstmals im Radiosender Hot 97 bekannt, an seinem achten Soloalbum zu arbeiten. Ein weiteres Interview gab er am 30. Juni 2012 auf seinem eigenen Radiosender Shade 45, wobei er sagte, dass Dr. Dre an der Produktion des neuen Albums beteiligt sei. Eminems Manager Paul Rosenberg gab am 11. Februar 2013 bekannt, dass Eminems achtes Studioalbum noch im Jahr 2013 erscheinen soll, allerdings erst nach dem Memorial Day (27. Mai). Außerdem kündigte er eine Europa-Tour von Eminem im August 2013 an. Bereits am 24. März 2013 berichtete Dr. Dre in einem Interview, dass Eminems Arbeiten an dessen neuem Album kurz vor dem Abschluss stünden.
In einem Interview mit dem Musikmagazin Rolling Stone, das am 7. November 2013 erscheint, sagte Eminem, er habe in die Entstehung von The Marshall Mathers LP 2 so viel Arbeit investiert, wie in The Eminem Show, seinen Film 8 Mile und den zugehörigen Soundtrack zusammen. Außerdem erklärte er, dass er den Namen nicht gewählt habe, weil der Tonträger eine Fortsetzung von The Marshall Mathers LP sei, sondern aufgrund der Nostalgie, die er beim Hören der Lieder empfinde.
Am 30. Oktober 2013 wurde das Album von Unbekannten ins Internet gestellt.

## Vermarktung
Am 14. August 2013 wurde mit dem Lied Survival erstmals ein Song des neuen Albums veröffentlicht. Anschließend begab sich Eminem für zehn Tage auf Europa-Tour, bei der er dieses Lied zur Eröffnung auf sechs Konzerten (Pukkelpop, Slane, Glasgow Summer Sessions, Stade de France, Reading and Leeds Festivals) live spielte.
Bei den MTV Video Music Awards am 25. August 2013 wurde schließlich bekanntgegeben, dass Eminems achtes Studioalbum The Marshall Mathers LP 2 heißt und am 5. November 2013 erscheinen soll. Die erste Singleauskopplung Berzerk erschien am 27. August, ein Musikvideo folgte am 9. September 2013. Anschließend wurde auch Survival am 8. Oktober mitsamt Musikvideo als Download-Single veröffentlicht. Kurz darauf, am 10. Oktober 2013, erschien die Titelliste im Internet, und am 15. Oktober folgte mit Rap God die dritte Singleauskopplung, allerdings ohne zugehöriges Musikvideo. Der Vorverkauf des Albums startete am 17. Oktober auf Eminems Website. Hier konnte man zwischen verschiedenen Paketen des Albums, inklusive unterschiedlicher Merchandise-Produkte wählen. Am 28. Oktober 2013 wurde mit The Monster ein viertes Lied vor Erscheinen des Albums im US-Radio veröffentlicht und einen Tag später zum Download ausgekoppelt.
Am 2. November 2013 trat Eminem live mit den Liedern Berzerk und Survival in der US-Fernsehsendung Saturday Night Live und einen Tag später mit Rap God bei den Youtube Music Awards auf. Außerdem gab er ebenfalls die Stücke Berzerk und Rap God bei den MTV Europe Music Awards 2013 am 10. November 2013, bei denen Eminem mit zwei Trophäen ausgezeichnet wurde, zum besten. Am 16. November 2013 trat er außerdem mit Berzerk in der Fernsehshow Schlag den Raab auf.

## Inhalt
Eminem behandelt auf dem Album sehr vielfältige Themen, so sind sowohl aggressive (z. B. Berzerk, Asshole) und lustige Songs (z. B. Love Game), als auch ruhige und persönliche Lieder (z. B. Legacy, Stronger Than I Was, Headlights) auf dem Tonträger enthalten. Auffällig ist der hohe Anteil an gesungenen Refrains, die teils von Eminem selbst und teils von Gastkünstlern interpretiert werden.
Das erste Lied Bad Guy baut auf Eminems Hit Stan auf: Stans kleiner Bruder Matthew macht Eminem für dessen Tod verantwortlich und will sich an ihm rächen, indem er Eminem im Auto entführt und sich mit ihm von einer Brücke stürzt. In Rhyme or Reason macht Eminem seinem Ärger, dass sein Vater ihn und seine Mutter verlassen hat als er 18 Monate alt war, auf sarkastische Weise Luft, während er in So Much Better, einer Frau, die ihn betrogen hat, den Tod wünscht. Die erste Single Berzerk ist ein typischer Party-Song, wogegen sich The Monster mit den Schattenseiten des Berühmtseins beschäftigt. In Rap God stellt Eminem seinen Status als Rap-Superstar heraus und meint in Survival, dass er noch lange nicht ans Aufhören denke. Legacy handelt von Eminems schwieriger Kindheit und in Asshole dankt er seinen Kritikern auf ironische Weise für die Aufmerksamkeit, die sie ihm eingebracht haben. Ebenso enthält Brainless viele Überspitzungen, Ironie und Sarkasmus. Der Song Stronger Than I Was ist eine größtenteils gesungene Ballade, die vom Trennungsschmerz nach einer Beziehung handelt, wogegen Love Game ein ironischer Song über die verschiedenen Facetten der Liebe ist. In So Far… beschreibt Eminem unter anderem die Liebe zu seiner Heimatstadt Detroit und dass er sich trotz des Ruhms wenig verändert habe. Außerdem stellt das Lied Headlights eine Versöhnungserklärung an seine Mutter dar, mit der Eminem schon seit dem Beginn seiner Karriere im Streit ist. In Evil Twin setzt sich Eminem mit seinem Alter Ego Slim Shady auseinander und meint, dass er und sein teuflischer Zwilling mit Tupac Shakur und The Notorious B.I.G. die Top 4 der besten Rapper aller Zeiten bilden.
Im Bonussong Baby glorifiziert Eminem einmal mehr sein Talent und rappt mit vielen Vergleichen und Übertreibungen. Gleiches gilt für Wicked Ways. Dagegen ist Desperation ein tiefgründigeres Lied, das von einer unaufrichtig geführten Beziehung handelt, in der die Liebe nur vorgespielt wird. In Beautiful Pain wird dazu aufgerufen, sich von keinen Rückschlägen unterkriegen zu lassen und aus den Fehlern der Vergangenheit gestärkt hervorzugehen. Groundhog Day handelt unter anderem von Eminems vielen Umzügen in der Kindheit und den Anfängen seiner Rapkarriere mit der Gruppe D12. Außerdem verkündet Eminem in Don’t Front, dass er weiterhin hungrig auf Rap ist und dankt verschiedenen Rappern, wie Proof, Obie Trice, Kon Artis und Buckshot.
In mehreren Liedern sind Anspielungen an Songs der Marshall Mathers LP enthalten. So beziehen sich Textstellen in Bad Guy auf die Tracks Stan und Criminal. Der Skit Parking Lot setzt ebenfalls einen Skit aus Criminal fort und am Ende von So Much Better ist eine Anspielung an Kill You zu hören. In Rap God greift Eminem eine zuvor zensierte Zeile seines Liedes I’m Back auf und So Far… enthält Anspielungen an The Real Slim Shady.

## Produktion und Samples
An der Produktion des Albums wirkten 18 verschiedene Musikproduzenten mit. Dr. Dre und Rick Rubin fungierten als Ausführende Produzenten. Während Eminems Entdecker Dr. Dre allerdings kein Instrumental produzierte, ist Rick Rubin für die Beats zu Berzerk, So Far… und Love Game verantwortlich. Außerdem produzierte er in Zusammenarbeit mit Eminem das Lied Rhyme or Reason. Eminem selbst produzierte zusätzlich die Titel Parking Lot (Skit), So Much Better, Brainless, Stronger Than I Was und Baby. Bei den vier letztgenannten Songs assistierte ihm Luis Resto. Außerdem führte Eminem bei einigen Instrumentals kleine Veränderungen durch und unterstützte als Co-Produzent Cardiak (Groundhog Day) sowie Emile Haynie (Beautiful Pain). Emile schuf des Weiteren den Beat zu Legacy und produzierte in Zusammenarbeit mit Jeff Bhasker den Track Headlights. Drei Lieder des Albums (Asshole, Desperation, Wicked Ways) wurden von dem britischen Produzent Alex da Kid produziert und Sid Roams steuerte das Instrumental zu Evil Twin bei. Den Beat von Survival schuf DJ Khalil, während DVLP und Filthy (Co) Rap God produzierten. Frequency und Aalias, der als Co-Produzent fungierte, schufen gemeinsam das Instrumental zu The Monster. Der Song Bad Guy besitzt zwei verschiedene Beats, wobei der erste von Symbolyc One sowie M-Phazes produziert wurde und zweiterer von StreetRunner und Vinny Venditto (Co) stammt. Außerdem produzierte das Duo Katalyst den Bonus-Track Don’t Front.
Acht Lieder des Albums enthalten Samples von Songs anderer Künstler. So sind im ersten Beat von Bad Guy Elemente des Tracks Hocus Pokus von Walter Murphy enthalten und das zweite Instrumental sampelt die Stücke Ode to Billie Joe von Lou Donaldson sowie Soara von Gian Piero Reverberi und Laura Giordano. Rhyme or Reason enthält ein Sample des Titels Time of the Season der Rockband The Zombies und in Berzerk werden die Tracks The Stroke von Billy Squier sowie Fight for Your Right und Feel Me Flow der Rap-Gruppen Beastie Boys bzw. Naughty by Nature gesampelt. Einfügungen aus den Stücken The Show von Doug E Fresh und Slick Rick sowie Supersonic der Rapgruppe J. J. Fad sind im Song Rap God enthalten. So Far… sampelt die Lieder Life’s Been Good von Joe Walsh sowie P.S.K. Whut Does It Mean von Schoolly D und enthält Elemente der Eminem-Songs I’m Back sowie The Real Slim Shady. Im Track Love Game sind Samples der Titel Game of Love von Wayne Fontana and the Mindbenders und The Object of My Affection von Pinky Tomlin enthalten. Außerdem enthält Evil Twin Elemente der Lieder The Reunion von Bad Meets Evil sowie Eyeless Dream von Wolfgang Düren, während Groundhog Day die Songs Sleight of Hand der Menahan Street Band und Big Menu von Sam Kinison sampelt.

## Covergestaltung
Das Albumcover wurde am 20. September 2013 über Eminems Twitter-Account veröffentlicht. Es ist in Schwarz-Weiß gehalten und zeigt ein Holzhaus, das bereits für das Cover von The Marshall Mathers LP diente und in dem der Rapper einen Teil seiner Kindheit verbrachte. Fenster und Türen des Hauses sind mit Brettern vernagelt und im Vordergrund befindet sich ein Nadelbaum. Auf der Eingangstür steht die Zahl 19946. Rechts oben im Bild befinden sich die Schriftzüge Eminem und The Marshall 2 Mathers LP in Schwarz. Bei der Deluxe-Edition ist die 2 in Rot gehalten.
Auf der CD selbst befinden sich die Schriftzüge City of Detroit und Michigan sowie die lateinischen Worte Speramus Meliora und Resurget Cineribus, was so viel bedeutet wie ‚Wir hoffen auf bessere Zeiten und werden aus der Asche aufsteigen‘.

## Gastbeiträge
Auf sieben beziehungsweise zehn Liedern sind neben Eminem andere Künstler zu hören. Auffällig ist die recht große Anzahl an Sängerinnen auf dem Album. So hat Rihanna, die schon bei der Hit-Single Love the Way You Lie auf Eminems Vorgänger-Album Recovery vertreten war, einen Gastbeitrag im Song The Monster. Liz Rodrigues und Skylar Grey, mit denen der Rapper ebenfalls schon in der Vergangenheit zusammenarbeitete, singen die Refrains der Lieder Survival beziehungsweise Asshole. Die russische Sängerin Polina ist auf dem Lied Legacy vertreten, während die US-amerikanische Künstlerin Sarah Jaffe die Hookline des Songs Bad Guy singt. Außerdem hat Nate Ruess, der Sänger der Indie-Pop-Band Fun, einen Gastauftritt im Stück Headlights und als einziger Rapper ist Kendrick Lamar beim Track Love Game zu hören. Auf der Deluxe-Edition befinden sich des Weiteren Gastbeiträge des britischen Musikers Jamie N Commons (Desperation), der australischen Sängerin Sia (Beautiful Pain) sowie der US-amerikanischen Band X Ambassadors (Wicked Ways).
Außerdem ist der Rapper Buckshot auf dem Bonussong Don’t Front, den man beim Kauf des Albums inklusive des Videospiels Call of Duty: Ghosts erhält, vertreten.

## Titelliste
| #  | Titel                            | Gastbeiträge   | Produzent                                                                      | Länge |
| -- | -------------------------------- | -------------- | ------------------------------------------------------------------------------ | ----- |
| 1  | Bad Guy                          | Sarah Jaffe    | Teil 1: Symbolyc One und M-Phazes Teil 2: StreetRunner und Vinny Venditto (Co) | 7:14  |
| 2  | Parking Lot (Skit)               |                | Eminem                                                                         | 0:55  |
| 3  | Rhyme or Reason                  |                | Rick Rubin und Eminem                                                          | 5:01  |
| 4  | So Much Better                   |                | Eminem und Luis Resto (Add)                                                    | 4:21  |
| 5  | Survival                         | Liz Rodrigues  | DJ Khalil                                                                      | 4:32  |
| 6  | Legacy                           | Polina         | Emile Haynie                                                                   | 4:56  |
| 7  | Asshole                          | Skylar Grey    | Alex da Kid und Eminem (Add)                                                   | 4:48  |
| 8  | Berzerk                          |                | Rick Rubin                                                                     | 3:58  |
| 9  | Rap God                          |                | DVLP und Filthy (Co)                                                           | 6:03  |
| 10 | Brainless                        |                | Eminem und Luis Resto (Add)                                                    | 4:46  |
| 11 | Stronger Than I Was              |                | Eminem und Luis Resto (Add)                                                    | 5:36  |
| 12 | The Monster                      | Rihanna        | Frequency und Aalias (Co)                                                      | 4:10  |
| 13 | So Far…                          |                | Rick Rubin                                                                     | 5:17  |
| 14 | Love Game                        | Kendrick Lamar | Rick Rubin                                                                     | 4:56  |
| 15 | Headlights                       | Nate Ruess     | Emile Haynie, Jeff Bhasker und Eminem (Add)                                    | 5:43  |
| 16 | Evil Twin / Silence / Ken (Skit) |                | Sid Roams und Eminem (Add)                                                     | 7:33  |

Bonussongs der Deluxe-Edition:
| # | Titel                              | Gastbeiträge    | Produzent                    | Länge |
| - | ---------------------------------- | --------------- | ---------------------------- | ----- |
| 1 | Baby                               |                 | Eminem und Luis Resto (Add)  | 4:23  |
| 2 | Desperation                        | Jamie N Commons | Alex da Kid                  | 3:56  |
| 3 | Groundhog Day                      |                 | Cardiak und Eminem (Co)      | 4:53  |
| 4 | Beautiful Pain                     | Sia             | Emile Haynie und Eminem (Co) | 4:25  |
| 5 | Wicked Ways / Silence / Ken (Skit) | X Ambassadors   | Alex da Kid                  | 6:32  |

Bonussong der Version mit Call of Duty: Ghosts:
| # | Titel       | Gastbeiträge | Produzent | Länge |
| - | ----------- | ------------ | --------- | ----- |
| 1 | Don’t Front | Buckshot     | Katalyst  | 4:44  |

## Einzelne Lieder
Survival

Cover der Single Survival

Cover der Single
The Monster

In diesem Track hebt Eminem unter anderem hervor, dass er noch lange nicht ans Aufhören denkt.
Berzerk
Das Lied ist ein Partytrack, dessen Beat an die Oldschool-Produktionen der 1980er Jahre angelehnt ist.
Rap God
In diesem Song behandelt Eminem seinen Status als Rap-Superstar.
The Monster
Dieses Stück befasst sich mit den Schattenseiten, die ein Leben als Berühmtheit mit sich bringt.
Headlights
Der Track ist eine Versöhnungserklärung an Eminems Mutter Debbie Mathers.
Beautiful Pain
Der Titel handelt davon, sich von keinen Rückschlägen unterkriegen zu lassen sowie aus den Fehlern der Vergangenheit zu lernen und gestärkt hervorzugehen.

## Rezeption

### Kritiken
The Marshall Mathers LP 2 erhielt überwiegend positive Kritiken. Die Seite Metacritic errechnete aus 33 Kritiken englischsprachiger Medien einen Schnitt von 72 Punkten, womit das Album den höchsten Wert einer LP von Eminem seit The Eminem Show erhielt.
- Das Online-Magazin laut.de bewertete das Album mit vier von möglichen fünf Punkten und lobt dabei vor allem die Texte und Rap-Fertigkeiten von Eminem:

„Die Rhyme-Skills dieses Mannes sprengen jedes irdische Maß und ficken entsprechend komplett den Verstand. Was Eminem erzählt, welche Worte er dafür wählt, zu welchen mit Doppeldeutigkeiten gespickten Bildern er diese arrangiert und wie er die dann am Ende ausspuckt: schlicht nicht von dieser Welt. Immer noch nicht. Eminem knüpft an so vielen Stellen an frühere Tracks an, nimmt hier einen Faden wieder auf, lässt da einen anderen fallen … länger, als alle Berührungspunkte zu ‚The Marshall Mathers LP‘ - oder zur ‚Slim Shady LP‘ – aufzulisten, würde es wohl nur dauern, sämtliche Zitate und Seitenhiebe auf Kollegen, Film, Funk und Fernsehen zu katalogisieren. Einen würdigeren Nachfolger hätte sein Klassiker kaum bekommen können.“

- Die Internetseite Rap.de bezeichnete das Album als Eminems bestes seit The Eminem Show und vergab acht von zehn Sternen:

„Es spricht für dieses Album, dass es im Ergebnis nicht halb so erzwungen klingt, wie man im Vorfeld befürchten musste. Großen Verdienst daran hat nicht nur Eminems überzeugende Performance, sondern auch die Produzentenriege rund um den großen Rick Rubin. […] Aber bei allen musikalischen Ideen und cleveren inhaltlichen Verschränkungen: Getragen wird dieses Album zum Großteil von Eminems grandioser Performance. Seit der „Eminem Show“ hat sich Marshall Mathers nicht mehr so angriffslustig und voller Energie präsentiert wie hier. Noch immer tackert Eminem völlig irre Reimkaskaden aneinander, noch immer scheinen seine Vergleiche und Sprachbilder direkt aus der Hölle zu stammen, noch immer bewältigt er jeden Beat so mühelos wie kaum ein anderer Rapper.“

- Das Hip-Hop-Magazin Juice schrieb, dass das Album der heutigen Zeit zwar nicht gerade voraus sei, aber Eminem dennoch weiterhin raptechnisch auf höchstem Niveau unterwegs sei:

„»The Marshall Mathers LP 2« [ist] ein überlanges, streckenweise überforderndes Album voller 7-minütiger Wüterich-Manifeste, Referenzen auf die eigene Vergangenheit, in Richtung der Def Jam-Anfangsphase blickender Schweinegitarren-Samples sowie Gastauftritte von Rihanna und Konsorten. Und damit vielleicht die beste Platte, die der fraglos noch immer technisch atemberaubende Eminem an diesem Zeitpunkt seiner Karriere hätte machen können. […] Eminem mag nie ganz in unserer schnelllebigen Zeit angekommen sein. Aber darüber sollten wir uns freuen.“

- Auf Hiphop.de kritisierte Aria Nejati das Soundbild des Albums:

„Mit Dre und Rubin sollte man meinen, habe Eminem das wohl kompetenteste Team zur Verfügung, das die Rapszene zu bieten hat. Warum spiegelt es sich nicht im Sound wieder? Die Beats orientieren sich weder an dem Album, dessen Nachfolger diese Platte sein soll, noch an aktuellen Trends wie Trap und EDM. Es ist weder Fisch, noch Fleisch, und schon gar nicht [...] blutiges Menschenfleisch, das man von einer „Marshall Mathers LP“ erwarten dürfte.“

- Die Online-Redaktion der Zeitung Die Welt bezeichnete The Marshall Mathers LP 2 als großartige Platte:

„Niemand rappt so virtuos in Zungen und in einem Nihilismus, der umso empörender und schöner ist, je grundloser er wirkt. […] Am Ende von ‚Bad Guy‘ fallen wie üblich Schüsse auf der Straße, und die Polizei heult durch Detroit. Der Hörer darf sich wie zu Hause fühlen. […] Nach einer Pause von fünf Jahren schilderte er auf ‚Relapse‘ private Katastrophen, Therapien und Entziehungskuren, um im Jahr darauf auf dem maßvollen Album ‚Recovery‘ seine Genesung zu verkünden und den Auftakt seines Alterswerks. Das war ein Eminem, dem man gern zuhörte, den aber niemand brauchte. Jetzt heißen die Stücke wieder ‚Asshole‘, ‚Evil Twin‘ und ‚Brainless‘. Kreis- und Kettensägen sind zu hören, Justin Bieber wird beleidigt, Lady Gaga auch. In ‚Rap God‘ wird die Warnung vor der expliziten Lyrik eingelöst, die auf der Hülle klebt.“

- Jan Wehn von der Süddeutschen Zeitung sieht das Album nicht nur positiv – Eminem sei in seinen Augen früher besser gewesen:

„Ein Bild für die Unsicherheit, ja Angst des Künstlers Eminem, nach rund 15 Jahren Karriere nichts mehr zu sagen zu haben. Ein überraschendes Bekenntnis des früheren Großmauls. Oder einfach eine Schutzbehauptung. […] Ein seltsames Paradox: Einerseits fällt der Künstler ins Infantile zurück – und klingt an anderen Stellen wie ein alter Rauschebart. Der Versuch des 41-jährigen Eminem, durch Verweisvielfalt und einige fast aufdringlich radiotaugliche Songs noch einmal Relevanz zu zeigen, erscheint seltsam halbgar. Der Selbstzweifel, der ihn im ersten Song in den Plastiksack steckt – man spürt ihn in dem gesamten Album. […] Während Eminem absurde Hasstiraden spuckt, verkrampft, wie eine Karikatur seiner selbst – zieht Kendrick Lamar locker an ihm vorbei. Mit Taktgefühl und einer richtigen Stimme, aber auch mit Wortwitz und Präsenz. Also mit all dem, was Eminem ausgemacht hat. Früher.“

- Das US-amerikanische Magazin Complex veröffentlichte anlässlich des Erscheinens von The Marshall Mathers LP 2 eine Rangliste von Eminems besten EPs und LPs. Die Musikredaktion listete das Album als seine viertbeste Veröffentlichung hinter The Slim Shady LP, The Eminem Show und The Marshall Mathers LP.[49]

- Viele Musikmedien nahmen die Platte in ihre Listen der „besten Alben des Jahres“ auf. In denen der US-amerikanischen Magazine Spin und Rolling Stone platzierte es sich auf Position 28[50] und 24.[51] Das deutsche E-Zine Laut kürte es zum neuntbesten Album 2013[52] und das Lied Bad Guy zum zehntbesten Song.[53]

### Preise
Bei den Grammy Awards 2015 erhielt The Marshall Mathers LP 2 die Auszeichnung in der Kategorie Best Rap Album. Außerdem konnte das Lied The Monster den Preis in der Kategorie Best Rap/Sung Collaboration gewinnen.

## Kommerzieller Erfolg

### Chartplatzierungen und Singles
The Marshall Mathers LP 2 stieg auf Anhieb an die Spitze der deutschen Charts, hielt sich auch in der folgenden Woche auf dieser und fiel anschließend auf die Ränge 3; 8 und 10. Insgesamt konnte sich das Album 22 Wochen in den Top 100 halten, davon neun Wochen in den Top 10. Es ist nach The Eminem Show und Encore Eminems drittes Soloalbum, das in Deutschland Platz 1 erreichte. Auch in Österreich, der Schweiz, Großbritannien, den USA, Kanada, Australien, Norwegen, Irland und Neuseeland stieg es auf Position 1 ein. In Frankreich, Italien, Polen und Schweden belegte das Album Rang 2. Am längsten hielt sich das Album mit 189 Wochen in den US-Charts, die allerdings 200 Plätze umfassen.
| ChartsChartplatzierungen       | Höchstplatzierung | Wochen |
| ------------------------------ | ----------------- | ------ |
| Deutschland (GfK)              | 1 (22 Wo.)        | 22     |
| Österreich (Ö3)                | 1 (16 Wo.)        | 16     |
| Schweiz (IFPI)                 | 1 (24 Wo.)        | 24     |
| Vereinigte Staaten (Billboard) | 1 (189 Wo.)       | 189    |
| Vereinigtes Königreich (OCC)   | 1 (71 Wo.)        | 71     |

| ChartsJahrescharts (2013)      | Platzierung |
| ------------------------------ | ----------- |
| Deutschland (GfK)              | 13          |
| Österreich (Ö3)                | 30          |
| Schweiz (IFPI)                 | 12          |
| Vereinigte Staaten (Billboard) | 16          |
| Vereinigtes Königreich (OCC)   | 13          |

| ChartsJahrescharts (2014)      | Platzierung |
| ------------------------------ | ----------- |
| Schweiz (IFPI)                 | 41          |
| Vereinigte Staaten (Billboard) | 5           |
| Vereinigtes Königreich (OCC)   | 58          |

Am 27. August 2013 wurde der Track Berzerk als erste Single des Albums zum Herunterladen veröffentlicht. Er erreichte Platz 10 in den deutschen Charts, hielt sich 24 Wochen in den Top 100 und wurde für mehr als 150.000 verkaufte Einheiten in Deutschland 2018 mit einer Goldenen Schallplatte ausgezeichnet. Die zweite Single Survival wurde am 8. Oktober ebenfalls ausschließlich zum Herunterladen ausgekoppelt und stieg bis auf Rang 20 in den deutschen Charts, in denen es 17 Wochen vertreten war. Am 15. Oktober 2013 folgte mit Rap God die dritte Download-Single, die Position 30 in Deutschland erreichte und sich fünf Wochen in den Top 100 hielt. Auch Survival und Rap God erhielten für jeweils über 150.000 Verkäufe in Deutschland Gold-Status. The Monster erschien als vierte Single zum Download am 29. Oktober und stieg in Deutschland auf Platz 3 der Charts, während es in Großbritannien auf Anhieb die Chartspitze erreichte. Für mehr als 450.000 verkaufte Exemplare erhielt The Monster 2018 in Deutschland eine dreifache Goldene Schallplatte. Am 5. Februar 2014 wurde Headlights als fünftes Lied zu Promotionszwecken fürs Radio ausgekoppelt und erreichte infolgedessen Platz 45 in den USA. Obwohl das Stück Beautiful Pain nicht als Single ausgekoppelt wurde, konnte es sich aufgrund hoher Downloadzahlen für jeweils eine Woche auf Position 87 in den deutschen, Rang 67 in den britischen und Platz 99 in den US-amerikanischen Charts platzieren.

### Auszeichnungen für Musikverkäufe
Allein in den USA verkaufte sich The Marshall Mathers LP 2 in der ersten Woche nach Veröffentlichung etwa 792.000 Mal und damit häufiger als die beiden Vorgängeralben von Eminem. Für über 300.000 verkaufte Einheiten erhielt das Album in Deutschland eine dreifache Goldene Schallplatte. In Großbritannien wurde das Album innerhalb der ersten 24 Stunden nach Erscheinen 73.000 Mal verkauft. The Marshall Mathers LP 2 erhielt dort für mehr als 600.000 verkaufte Exemplare eine doppelte Platin-Schallplatte, ebenso wie in Österreich für über 30.000 Verkäufe. In der Schweiz bekam es für 20.000 verkaufte Einheiten eine Platinschallplatte und in den USA wurde das Album für mehr als vier Millionen Verkäufe mit 4-fach-Platin ausgezeichnet. Die weltweiten Verkaufszahlen belaufen sich auf über 10,7 Millionen.
| Land/Region                  | Auszeichnungen für Musikverkäufe (Land/Region, Auszeichnung, Verkäufe) | Verkäufe    |
| ---------------------------- | ---------------------------------------------------------------------- | ----------- |
| Australien (ARIA)            | 3× Platin                                                              | 210.000     |
| Belgien (BRMA)               | Gold                                                                   | 15.000      |
| Dänemark (IFPI)              | Platin                                                                 | 20.000      |
| Deutschland (BVMI)           | 3× Gold                                                                | 300.000     |
| Europa (IFPI)                | Platin                                                                 | (1.000.000) |
| Frankreich (SNEP)            | Platin                                                                 | 100.000     |
| Irland (IRMA)                | Platin                                                                 | 15.000      |
| Italien (FIMI)               | Platin                                                                 | 50.000      |
| Kanada (MC)                  | 4× Platin                                                              | 320.000     |
| Mexiko (AMPROFON)            | Gold                                                                   | 30.000      |
| Neuseeland (RMNZ)            | 4× Platin                                                              | 60.000      |
| Polen (ZPAV)                 | 2× Platin                                                              | 40.000      |
| Österreich (IFPI)            | 2× Platin                                                              | 30.000      |
| Schweden (IFPI)              | Platin                                                                 | 40.000      |
| Schweiz (IFPI)               | Platin                                                                 | 20.000      |
| Singapur (RIAS)              | Gold                                                                   | 5.000       |
| Südafrika (RISA)             | Gold                                                                   | 20.000      |
| Vereinigte Staaten (RIAA)    | 4× Platin                                                              | 4.000.000   |
| Vereinigtes Königreich (BPI) | 2× Platin                                                              | 704.000     |
| Insgesamt                    | 5× Gold · 29× Platin ·                                                 | 5.979.000   |

Hauptartikel: Eminem/Auszeichnungen für Musikverkäufe